# Mirabello Monferrato
Mirabello Monferrato là một đô thị ở tỉnh Alessandria trong vùng Piedmont của Italia, có vị trí cách khoảng 70 km về phía đông của Torino và khoảng 15 km về phía tây bắc của Alessandria. Tại thời điểm ngày 31 tháng 12 năm 2004, đô thị này có dân số 1.381 người và diện tích là 13,3 km².
Mirabello Monferrato giáp các đô thị: Giarole, Lu, Occimiano, San Salvatore Monferrato, và Valenza.